# Gorgan (shahrestan)
Gorgan (persiska: گرگان), eller Shahrestan-e Gorgan (شهرستان گرگان), är en delprovins (shahrestan) i Iran. Den ligger i provinsen Golestan, i den norra delen av landet. Administrativt centrum är staden Gorgan.
Delprovinsen hade 480 541 invånare 2016.